# Hans Helmut Hillrichs
Hans Helmut Hillrichs (geboren 27. Mai 1945 in Barsinghausen; gestorben 3. April 2024) war ein deutscher Journalist, Filmemacher und Autor. Er war zwölf Jahre lang bis Ende 2005 Leiter der ZDF-Hauptredaktion Kultur und Wissenschaft.

## Werke
- Philosophie als Beweggrund tiefenpsychologischen Fragens: der Versuch einer existentialen Fundierung der Tiefenpsychologie bei Josef Meinertz. Phil. Diss. Universität Mainz 1977
- Hans Helmut Hillrichs, Heinz Ungureit (Hrsg.): Filmkultur – Filmverbrauch. Zum Stand der Beziehungen zwischen Kino und Fernsehen. Mainz, 1984
- Ich werde nun schweigen. Gespräch mit Wolfgang Hildesheimer. Zeugen des Jahrhunderts. Göttingen, Lamuv, 1993
- Pilze sammeln. dtv, München, 2000, ISBN 978-3-423-20365-4